# (55383) Cheungkwokwing
(55383) Cheungkwokwing ist ein Hauptgürtelasteroid, der am 25. September 2001 vom kanadischen Astronomen William Kwong Yu Yeung an seinem privaten Desert Eagle Observatory (IAU-Code 333) in der Nähe von Benson in Arizona entdeckt wurde.
Der Himmelskörper wurde am 29. Mai 2018 nach dem chinesischen Sänger des Cantopop und Schauspieler Leslie Cheung (1956–2003) benannt, der 1991 den Hong Kong Film Award als bester Hauptdarsteller gewann.